# 노구치 다쓰히코
노구치 다쓰히코(일본어: 野口 竜彦, 1997년 11월 20일~)는 일본의 축구 선수이다.

## 구단 경력
그는 2020년 J2리그의 파지아노 오카야마에 입단했다. 2023년 J3리그의 카탈레 도야마로 이적했다. 2024년 일본 풋볼 리그의 베어틴 미에로 이적했다.